# Ordine esecutivo 9981

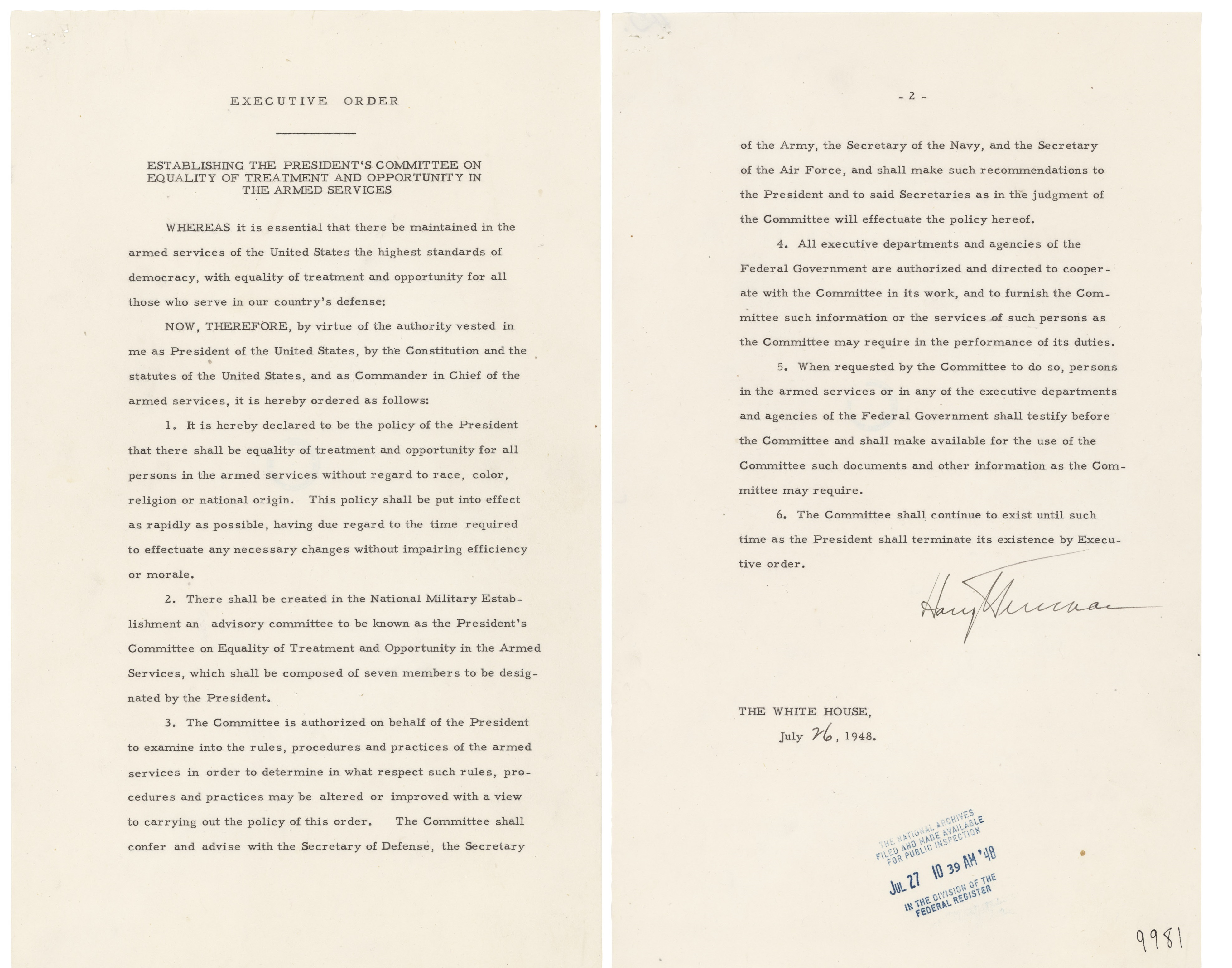
Executive Order 9981

L'Ordine esecutivo 9981 è un provvedimento promulgato il 26 luglio 1948 dal presidente Harry S. Truman, con l'obiettivo di eradicare dalle Forze Armate degli Stati Uniti qualsiasi forma di discriminazione razziale ovvero basata sul colore della pelle, sull'origine etnica o l'appartenenza religiosa.

## Contesto
Dal 1940 al 1945

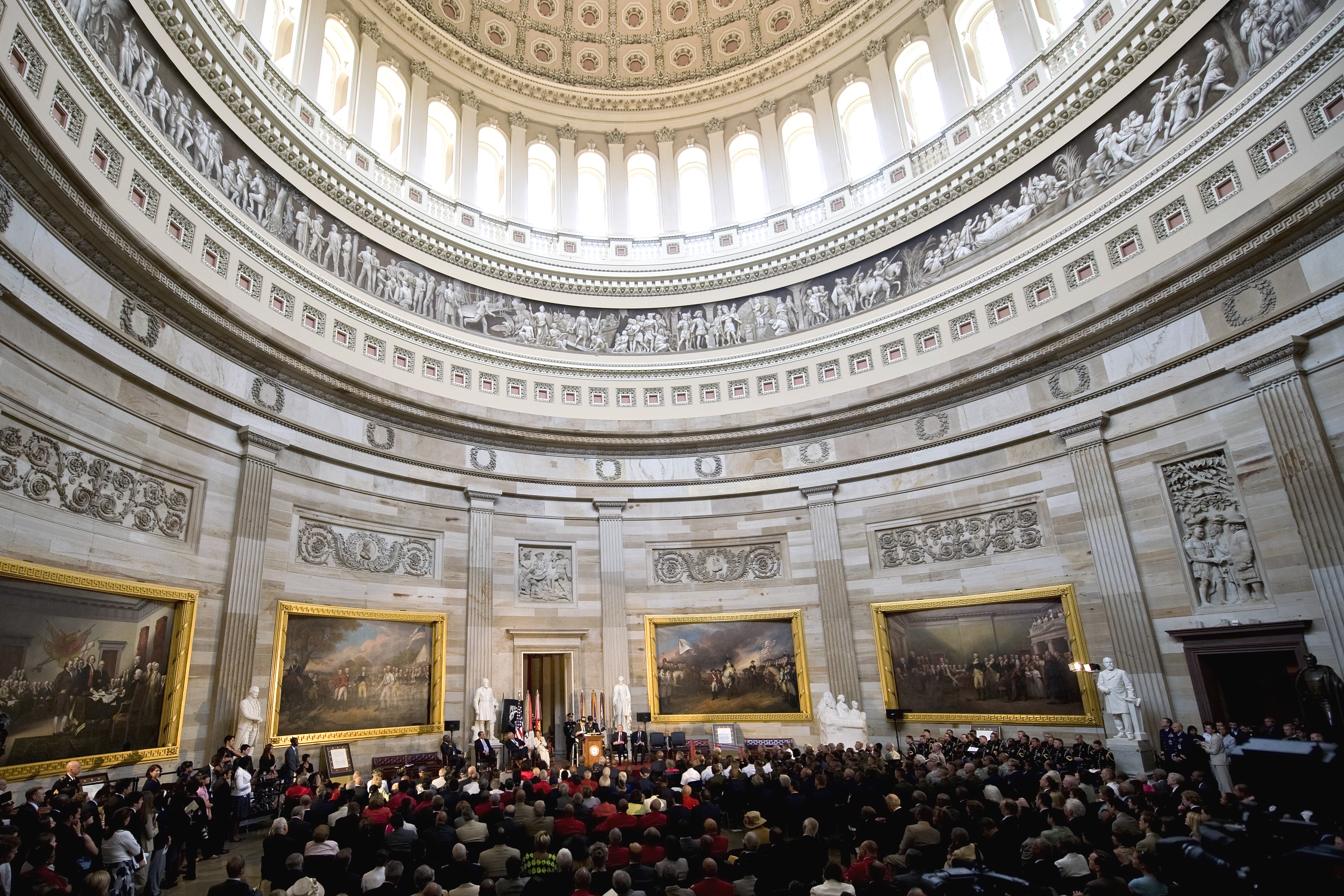
Il veterano della Seconda Guerra Mondiale Spencer Moore tiene un discorso alla Capitol Rotunda di Washington, in occasione del 60º anniversario dell'Executive Order 981 sull'integrazione delle Forze Armate U.S.A. (23 luglio 2008)

Nel 1940, gli afroamericani residenti negli Stati uniti erano 12,6 milioni, pari a circa il 10% della popolazione degli U.S.A.
Nel gennaio del 1941, il presidente Roosevelt aveva creato il 99º squadrone da combattimento dell'Aeronautica americana, la prima squadra di piloti da caccia afroamericani ammessi nelle Forze Armate statunitensi, seppure sottoposti al vincolo di un addestramento separato da quello dei colleghi bianchi che si svolgeva presso il Tuskegee Institute e l'adiacente aerodromo di Tuskegee, nello Stato dell'Alabama. Il capo dello squadrone era il capitano Benjamin O. Davis Jr . (1180-1970) che sarebbe poi divenuto il primo generale afroamericano dell'aviazione statunitense..
Il 25 giugno 1941, Roosevelt firmò l'Executive Order 8802, teso all'eradicamento della segregazione razziale in seno al complesso militare-industriale statunitense.
Sulla scia di queste aperture, gli attivisti dell'NAACP chiesero una maggiore estensione dei nuovi diritti civili. La loro iniziativa si fondava sul fatto che al censimento della popolazione dell'epoca risultavano 2,5 milioni di afroamericani arruolabili, dei quali più di un milione era già stata sotto le armi, una quota pari a circa l'11% della forza lavoro..
Il leader sindacale A. Philip Randolph esercitò pressioni sul presidente Roosevelt perché istituisse una commissione d'inchiesta. Nel '42, la lettera di un soldato afroamericano al Pittsburgh Courier fece sì che fosse avviata la Double V Campaign, una campagna per la democrazia e i diritti dei militari afroamericani dislocati in patria e nei fronti d'oltreaceano. Il nome derivava dalla "V" per la vittoria contro le truppe naziste e giapponesi, mentre la seconda "V" era per la vittoria contro la schiavitù e la tirannia..
Nel primo dopoguerra
I militari di colore dovevano aspettare quattro anni prima di poter iniziare un addestramenti militare, diversamente dai bianchi che accedevano a queste competenze entro pochi mesi dall'arruolamento. L'Air Corps ritardava deliberatamente l'addestramento degli afroamericani, malgrado l'esigenza di un potenziamento della forza lavoro. Il programma di reiscrizione del Women's Army Corps (WAC) era aperto anche alle donne di colore, che però non potevano agire all'estero non lo erano.
Un sondaggio del 1945 condotto su un campione di 250 ufficiali e sergenti bianchi ai quali era stato assegnato un plotone di soldati di colore, evidenziò che il 77% degli ufficiali e sergenti bianchi e zero contrari- avevano assunto un atteggiamento più favorevole nei confronti dei soldati neri, dopo averne integrato un plotone di colore all'interno della propria compagnia, l'84% degli ufficiali e l'81% dei sergenti pensavano che i soldati neri si fossero comportati molto bene in combattimento, mentre soltanto il 5% degli ufficiali e il 4% dei sergenti pensavano che i soldati di fanteria di colore valessero meno dei colleghi bianchi. Infine, il 73% degli ufficiali e il 60% dei sergenti erano convinti che esistesse molta concordia fra la comunità di soldati neri e quella dei soldati bianchi.

Questo particolare sondaggio concluse quindi che non esistevano fondati motivi per protrarre l'esistenza di un regime di segregazione razziale nelle forze armate.
La rivelazione dell'Olocausto ad opera delle truppe alleate mostrò al mondo fino a che punto avrebbero potuto spingersi le politiche razziste. L'opinione pubblica dei cittadini molti americani ne fu profondamente scossa e assunse un atteggiamento favorevole ad una radicale riforma della segregazione razziale.

La Guerra fredda e il patto di alleanza atlantica con le democrazie europee costrinsero gli Stati Uniti a cancellare ogni ombra pubblica del razzismo che era in aperta contraddizione con i principi di uguaglianza e libertà.

## L'ordine esecutivo

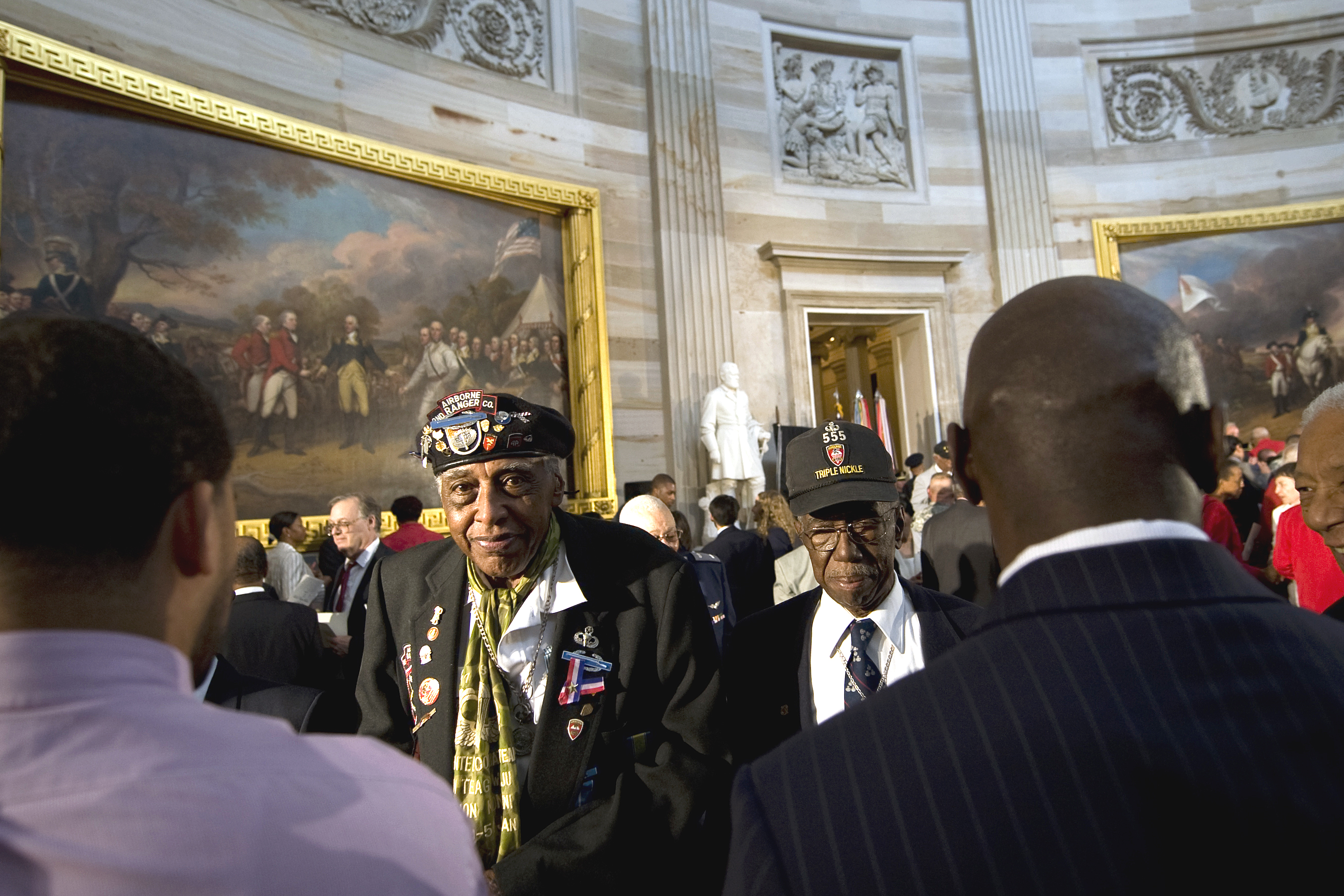
I veterani della Seconda Guerra Mondiale mentre parlano al pubblico in platea (Washington, 23 luglio 2008).

Philip Randolph riuscì a superare le diffidenze di Truman circa il suo reale patriottismo e a instaurare dei rapporti amichevoli col presidente. Nel '46, fu istituita una commissione d'inchiesta presieduta dal tenente generale Alvan Cullom Gillem Jr., le cui conclusioni raccomandarono di eliminare la discriminazione raziale nel più breve tempo possibile. L'esercito ignorò questa raccomandazione e Harry Truman dovette convocare una seconda commissione che avrebbe portato alla stesura dell'ordine esecutivo 9981 .
Nel '47, Asa Philip Randolph, insieme al suo collega Grant Reynolds, diede vita al Committee Against Jim Crow in Military Service and Training ("Comitato contro le Leggi Jim Crow in materia di addestramento e servizio militare"), successivamente ribattezzato Lega per la disobbedienza civile non violenta contro la segregazione militare. L'ordine esecutivo di Truman assorbì gli effetti del precedente ordine esecutivo 8802, stabilendo la parità di trattamento e l'eguaglianza delle opportunità future nell'esercito a favore delle persone di qualsiasi razza, credo religioso o origine etnica. In merito, il testo recita:
(Harry S. Truman, Executive Order 9981, 26 luglio 1948)
L'ordine istituì una commissione permanente d'inchiesta che aveva facoltà di formulare raccomandazioni al gruppo di civili che dirigevano l'esercito, allo scopo di dare attuazione a tale politica.
La norma dispose la chiusura del campo di addestramento di Montford Point, che era riservato ai marines afroamericani, trasformandolo in una struttura satellitare di Camp Lejeune. Il provvedimento fu in larga misura attuato dall'amministrazione del presidente Dwight D.Eisenhower (1953-1961), ivi compresa la fine del regime di segregazione esistente nelle scuole, negli ospedali e nelle basi militari. L'ultima di questi centri segreti dell'esercito statunitense fu dismesso nel settembre del 1954.
Kenneth Claiborne Royall, segretario dell'esercito a partire dal 1947, nell'aprile del 1949 fu costretto a dimettersi per aver ripetutamente disatteso l'ordine del presidente Truman per quasi un anno.

Quindici anni dopo l'ordine di Truman, il 26 luglio 1963, il segretario alla Difesa Robert McNamara emanò la Direttiva 5120.36, che raccomandava ai comandanti dell'esercito di impiegare il budget finanziario loro assegnato per orientare i rapporti con le comunità locali in senso tollerante e non discriminatorio, penalizzando le strutture utilizzate dai soldati o dai loro famigliari che praticavano ancora una discriminazione di tipo razziale o sessuale.
Nel 1967, fu dichiarata la prima area off-limits per il personale alle dipendenze di un comandante dell'esercito. Tre anni più tardi, fu abolito l'obbligo del consenso preventivo da parte del Segretario della Difesa e fu quindi data ai comandanti la facoltà di ordinare ai loro uomini di non presentarsi né avere rapporti contrattuali con le comunità residenti nelle aree esterne alla zona militare, che avessero penalizzato i diritti e le opportunità delle persone in base al loro sesso o all'appartenenza razziale.

## Attuazione
L'ordine esecutivo 9981 fu di frequente ignorato, almeno fino alla causa di forza maggiore imposta dalla Guerra di Corea, che davanti a un insostenibile bilancio di perdite umane, nel 1954 obbligò di diversi reggimenti ad accettare la desegregazione, per garantire la propria continuità ed efficienza operativa.
In deroga all'ordine esecutivo di Truman, fino agli anni '70 e '80 gli Stati Uniti hanno ottemperato alla richiesta del governo islandese di non dislocare soldati di colore nella base navale americana di Keflavík. La richiesta era stata trasmessa in forma riservata. I primi soldati neri di stanza in Islanda comparvero solamente a partire dai primi Anni Novanta.
Nel 2018, il Veterans History Project ha celebrato il 70º anniversario della firma dell'Ordine Esecutivo 9981.